# František Krahulec
František Krahulec (* 16. dubna 1952 Rychnov nad Kněžnou) je český botanik.

## Život
Vystudoval obor odborná biologie se specializací systematická botanika-geobotanika na Přírodovědecké fakultě UK v Praze. Postgraduálně působil v letech 1976 až 1982 jako stipendista a aspirant v geobotanickém oddělení Botanickém ústavu ČSAV. Spolupracoval na Vegetační mapě Hlavního města Prahy, Přehledu ohrožených společenstev České republiky.
V letech 1990 až 1995 byl předseda vědecké rady Botanického ústavu AV ČR. V letech 1995 až 2003 byl ředitelem Botanického ústavu AV ČR. Od ledna 2005-2006 byl vedoucím oddělení genetické ekologie.
Od roku 1993 byl místopředsedou a od roku 2004 je předsedou vědecké rady Krkonošského národního parku. Od roku 2002 byl členem vědecké rady Ministerstva životního prostředí ČR, na kterou rezignoval v roce 2003.
Je členem České (dříve Československé) botanické společnosti, International Associatiation for Vegetation Science a American botanical society.
Byl nebo je členem redakčních rad odborných časopisů Folia Geobotanica et Phytotaxonomica (1983-1988 výkonný redaktor (od roku 1988), Journal of Vegetation Science (v letech 1990 až 1999), Životné prostredie (1993), Szczeliniec (od roku 1996); Zprávy Československé botanické společnosti (v letech 1983 až 1987), Opera Corcontica (od roku 1993), Muzeum a Současnost ( od roku 1998).
Přednáší na Přírodovědecké fakultě UK v Praze a na Přírodovědecké fakultě UP v Olomouci. Je členem oborových rad pro postgraduální studium na obou přírodovědeckých fakultách.